# Jan Hejda
Jan Hejda (ur. 18 czerwca 1978 w Pradze) – czeski hokeista, reprezentant Czech, olimpijczyk.

## Kariera
- Slavia Praga (1997-2003)
  -  HC Hawierzów (2000)
  -  Bílí tygři Liberec (2000)
  -  SK Kadaň (2001)
- CSKA Moskwa (2003-2005)
- Chimik Mytiszczi (2005-2006)
- Hamilton Bulldogs (2006)
- Edmonton Oilers (2006-2007)
- Columbus Blue Jackets (2007-2011)
- Colorado Avalanche (2011-2015)
- Lake Erie Monsters (2015-2016)

Wychowanek Slavii Praga. Od 1998 zawodnik Colorado Avalanche. W maju 2012 roku przedłużył kontrakt z klubem o rok. Od grudnia 2015 do stycznia 2016 zawodnik Lake Erie Monster
Uczestniczył w turniejach mistrzostw świata w 2003, 2004, 2005, 2006, 2008 oraz zimowych igrzysk olimpijskich 2010.

## Sukcesy
Reprezentacyjne
- Złoty medal mistrzostw świata: 2005
- Srebrny medal mistrzostw świata: 2006

Klubowe
- Złoty medal mistrzostw Czech: 2003 ze Slavią